# Verbatim (Attali)
Pour les articles homonymes, voir Verbatim.
Verbatim est un récit témoignage en trois volumes, un livre de réflexions aussi, écrit par le socialiste et ancien conseiller du président François Mitterrand, Jacques Attali, paru en 1993 chez Fayard.

## Présentation
Lorsqu'il est élu Président de la République, François Mitterrand demande à son conseiller spécial, Jacques Attali, de prendre note de tout ce qu'il voit et fait auprès de lui afin qu'il puisse dans le futur être son mémorialiste.
Jacques Attali quittant l’Élysée pour présider la Banque européenne pour la reconstruction et le développement en 1991, il décide de publier le premier tome plus tôt, en 1993. Les tomes suivront jusqu'à 1995.

## Contenu

### Méthode
L'auteur donne des informations sur le pouvoir élyséen au gré de ses rencontres avec le président et des nombreux échanges impromptus qu'ils eurent pendant cette période. Certaines conversations sont entièrement reproduites, tandis que d'autres sont rapportées sous la forme du discours indirect libre.
Chaque entrée dans le livre correspond à une journée passée à l'Élysée ou en déplacement, permettant de suivre au jour le jour les dix premières années de présidence de François Mitterrand.
L'auteur ne reproduit pas ses notes sur les rapports avec les services de renseignement, à quelques exceptions près, dont l'affaire Farewell.

### Modifications apportées par François Mitterrand
Lorsqu'il soumet les ébauches à François Mitterrand, celui-ci lui demande par l'intermédiaire d'un tiers de supprimer les passages liés à son cancer dont il souffrait depuis 1981, car, bien que la maladie avait déjà été révélée au public en 1992 à la suite de son opération à l'hôpital Cochin, il ne souhaitait pas que l'on sache qu'il était atteint de son cancer depuis 1981.
François Mitterrand ne demande pas à retoucher les ébauches des tomes II et III, mais à supprimer une dizaine de passages, qui sont des retranscriptions de conversations très dures entre le Président et son Premier ministre sous la première cohabitation. Cela est dû au fait que le Président a entre-temps changé d'avis sur Jacques Chirac et l'encourage contre Edouard Balladur dans le cadre de l'élection présidentielle de 1995.
Jacques Attali a demandé l'autorisation de les publier pour répondre aux accusations dont il était l'objet, le président de la République s'y est opposé pour que l'on ne sache pas ce qu'il avait censuré.

## Critiques deVerbatim
Le livre Verbatim a été très vivement critiqué par les historiens Tilo Schabert et Frédéric Bozo, par le politiste Pierre Hassner, par les journalistes Pierre Favier et Michel Martin-Roland, ainsi que par Françoise Carle, ancienne collaboratrice de François Mitterrand, et Pierre Joxe, ancien ministre. Ils reprochent à M. Attali la reproduction de propos apocryphes, l'utilisation de documents « invérifiables », un manque de sérieux, et même l'utilisation de notes prises par d'autres.
Elie Wiesel et son éditeur Odile Jacob ont accusé Jacques Attali d'avoir utilisé des notes prises pour le livre d'entretiens entre MM. Wiesel et Mitterrand (Mémoire à deux voix). Attali avait été présent lors d'entretiens entre Wiesel et Mitterrand, et la discussion devait servir à ces derniers pour écrire un livre à deux mains. Le projet étant abandonné, il est convenu entre Wiesel et Attali qu'ils pourront chacun librement utiliser les conversations pour leurs livres respectifs.
De leur côté, Jack Lang, Robert Badinter, Pierre Mauroy et Laurent Fabius ont affirmé, dès la sortie du premier volume, que Jacques Attali avait déformé leurs propos, ou trop révélé. Hubert Védrine note que Jean-Louis Bianco et lui ont prévenu Attali à la suite de la sortie du tome 1, et que par conséquent, "les tomes II et III sont nettement moins épais".
François Mitterrand lui-même a déclaré à propos de ce qu'Attali écrit au sujet de ses propos sur la réunification allemande que son ancien conseiller a « le guillemet facile » et que, depuis ses mésaventures à la tête de la Banque européenne pour la reconstruction et le développement, « il est peut-être devenu plus soucieux du nombre de ses lecteurs que de vérité historique ».
Mais dans un de ses ouvrages suivants, Jacques Attali se défend des accusations de François Mitterrand. S'il a rédigé Verbatim, c'est à la demande de celui-ci. Ce dernier a d'ailleurs relu et corrigé les épreuves de Verbatim. 

### Édition
- Verbatim, Mémoire à l’Élysée en 3 Tomes - Fayard publiés de 1993 à 1995

### Pastiche
- Baltique, Aboitim, neuf années dans les secrets de François Mitterrand , Hachette-Carrère, Paris, 1996, 218 p,  (ISBN 2-01-237066-7).